# Кёппе, Вальтер
Ва́льтер Кёппе (нем. Walter Köppe; 21 июня 1891, Берлин — 25 сентября 1970, Берлин) — немецкий политик, член КПГ и СЕПГ.

## Биография
Вальтер Кёппе по окончании школы в 1905—1908 годах выучился на слесаря. До 1926 года работал на берлинских металлообрабатывающих предприятиях, являлся представителем рабочих. В 1909 году вступил в Германский союз металлистов. В 1912 году стал членом СДПГ. В 1915—1916 годах отслужил в армии, участвовал в Ноябрьской революции. В 1919 году вступил в Независимую социал-демократическую партию Германии, в 1920 году — в КПГ.
В 1923—1929 годах находился на организационной работе в районном отделении КПГ в Панкове. В 1926—1929 годах работал служащим в представительстве сельскохозяйственных товариществ в торговом представительстве СССР в Берлине, в 1929—1932 годах продолжил работу в торговом представительстве. В 1924—1933 годах входил в состав окружного правления КПГ по Берлину, Бранденбургу и Лужице, являлся депутатом районного собрания в Панкове. В феврале-марте 1933 года был арестован, затем перешёл на нелегальное положение. В октябре 1933 года эмигрировал в Чехословакию, в ноябре 1933 года выехал в СССР. С августа 1937 года принимал участие в Гражданской войне в Испании на стороне республиканцев, служил сержантом в финансовой части на базе в Альбасете, позднее являлся финансовым инструктором 45-й дивизии. В 1938 году Кёппе вступил в Коммунистическую партию Испании. После победы Франко был интернирован во французский лагерь, где являлся политкомиссаром немецкой группы военнопленных.
В марте 1939 года Кёппе вернулся в СССР, работал механиком в Научном автотракторном институте в Москве. В 1941 году попал в розыскной список гестапо по СССР. В 1941—1942 годах обучался в школе Коминтерна в Кушнаренкове под Уфой. В 1943 году получил специальную десантную подготовку под Москвой. В 1943 году участвовал в боевых действиях на фронте. В 1944 году работал лектором фронтовой школы для военнопленных при 3-м Украинском фронте.
30 апреля 1945 года Вальтер Кёппе в составе группы Ульбрихта прибыл в Германию. 11 июня 1945 года был назначен вторым секретарём окружного правления КПГ по Берлину, снят с должности ввиду отсутствия надлежащей квалификации. С 1946 года работал директором по экономическим и организационным вопросам в Высшей партийной школе имени Карла Маркса. В 1952—1955 годах занимал должность управляющего директора Архитектурной академии в Берлине. В 1955—1965 годах работал в отделе кадров министерства тяжёлого машиностроения, Государственной плановой комиссии и Совета народного хозяйства. Вышел на пенсию в июне 1965 года.